# Weißbach (Saalach, Schneizlreuth)
Der Weißbach ist ein 8,6 km langer, nordwestlicher und linker Zufluss der Saalach. Er fließt in den Gemeindegebieten von Inzell und Schneizlreuth in den bayerischen Landkreisen Traunstein und Berchtesgadener Land (Deutschland).

## Geographie

### Verlauf
Der Weißbach entspringt in den östlichen Nördlichen Kalkalpen auf dem fußnahen Westhang des Scharnkopfs (1355,7 m ü. NHN). Sein Quelltopf liegt auf der Grenze der Gemeinden Inzell (Landkreis Traunstein) und Schneizlreuth (Landkreis Berchtesgadener Land) am Rand des Naturschutzgebiets Östliche Chiemgauer Alpen in der Wasserloch-Höhle auf etwa 750 m Höhe.
Anfangs fließt der Weißbach auf der Gemeindegrenze westsüdwestwärts, ehe er sich auf südlichen Lauf durch das Gemeindegebiet von Schneizlreuth wendet. Nach Passieren des Oberen Wasserfalls, des Gletschergartens Weißbach (oberhalb der linken Talseite) und der Einmündung der Vorderen Schwarzachen von Westen fließt der Bach südostwärts und parallel zur Bundesstraße 305. Dabei durchzieht er den Schneizlreuther Ortsteil Weißbach an der Alpenstraße. Anschließend verengt sich das Tal zur Klamm Weißbachschlucht, das beliebte Wanderziel ist als flächenhaftes Naturdenkmal und Geotop ausgewiesen.
Im Kernort der Gemeinde Schneizlreuth mündet der Weißbach – zwischen dem Ristfeuchthorn (1569,1 m) im Westnordwesten, dem Rabensteinhorn (1363,2 m) im Nordosten und dem Kienberg (1028,3 m) im Süden – auf etwa 510 m Höhe in den dort von Südwesten heranfließenden Salzach-Zufluss Saalach.

### Einzugsgebiet und Zuflüsse
Das Einzugsgebiet des Weißbachs ist 40,24 km groß. Zu seinen Zuflüssen, die wie er insbesondere im Frühjahr während der Schneeschmelze mehr Wasser als sonst führen, gehören bachabwärts betrachtet:
- Vorderer Schwarzachen, von rechts auf etwa 639 m ü. NHN vor dem Weißbacher Talkessel
- Schindlklausbach oder Reitergraben, von rechts auf etwa 624 m ü. NHN vor dem Weißbacher Siedlungsplatz Reiter
- Stabach, von links auf etwa 602 m ü. NHN gegen Ende von Weißbach
- Litzlbach, von rechts auf etwa 599 m ü. NHN vor der Geislersäge am Ende des Talkessels
- Scharnbach, von rechts auf etwa 575 m ü. NHN gegenüber Mauthäusel
- Höllenbach, von links
- Aiblberggraben, von rechts auf etwa 520 m ü. NHN
- Gerbersberggraben, von links auf etwa 512 m ü. NHN
- Kugelbach, von links auf etwa 506 m ü. NHN in Schneizlreuth

### Wasserfälle
Der Weißbach hat zahlreiche Wasserfälle; dazu gehören:
| Name                          | Beschreibung                      | Höhe (gesamt) | Haupt- fall |
| ----------------------------- | --------------------------------- | ------------- | ----------- |
| Weißbach-Wasserfall           | Zwei Fallstufen, eine freifallend | 20 m          | 10 m        |
| Oberer Weißbach-Wasserfall    | Eine Fallstufe                    | 10 m          | 10 m        |
| Fälle in der Weißbachschlucht | Mehrere Fälle                     | -             | 8 m         |

## Geologie
Der Weißbach entsteht aus einer Karstquelle im Wettersteinkalk der tirolischen Staufen-Höllengebirgs-Decke – nur wenig unterhalb des Kleinen Turms am Scharnkopf. Am Eingang des Weittales überfließt er dann eine Geländestufe im stratigraphisch tieferen Kalk der Partnach-Formation, der auch am Oberen Wasserfall ansteht. Im glazial ausgetieften Becken von Weißbach liegen sodann würmzeitliche Lockersedimente. In der Weißbachschlucht trifft er anschließend auf den Hauptdolomit, den er bis kurz vor seiner Mündung bei Schneizlreuth durchschneidet. Die Mündung selbst liegt bereits im Bereich der Nordost-streichenden Deckengrenze der zur Berchtesgadener Schubmasse gehörenden Reiteralp-Decke, die mehr oder weniger hier dem Lauf der Saalach folgt.

## Brückeneinsturz
Am 24. August 2017 stürzte eine etwa 1,5 m hohe Holzbrücke ein, die nahe Schneizlreuth über den dort nur etwa 20 bis 30 cm tiefen Weißbach führt, als sich auf der Brücke zahlreiche Personen für ein Gruppenfoto positionierten. Hierbei verletzten sich 11 Kinder und Jugendliche im Alter zwischen 10 und 17 Jahren. Eine der Bohlen soll „ziemlich morsch“ gewesen sein. Die Schlucht wurde mit vielen ersetzten Brückenstegen am 12. September 2020 wieder freigegeben.